# (60735) 2000 GF82
2000 جي أف 82 (ويعرف أيضًا باسم (60735) 2000 جي أف 82 وفق تسمية الكوكب الصغير) (بالإنجليزية: 2000 GF82)‏ هو كويكب ضمن حزام الكويكبات؛ وترتيبه 60735 من حيث الاكتشاف.
اكتُشف هذا الجُرم الفلكي بواسطة بحث لنكولن عن الكويكبات القريبة من الأرض في 7 أبريل 2000.

## وصلات خارجية
- (60735) 2000 GF82 في قاعدة بيانات مختبر الدفع النفاث لأجرام النظام الشمسي الصغيرة

- الاكتشاف · مخطط المدار ·  العناصر المدارية · المعلمات المادية

- (60735) 2000 GF82 على موقع ويكي سكاي: DSS2, SDSS, GALEX, IRAS, Hydrogen α, X-Ray, Astrophoto, Sky Map, Articles and images